# Когнітивна семіотика
Когнітивна семіотика — це модель вивчення смислотворення, застосування методів і теорій із семіотики, лінгвістики, психології, когнітивної науки, чисельного моделювання, антропології, філософії та інших наук. На відміну від класичної когнітивної науки, когнітивна семіотика займається питаннями про значення, користуючись, де це можливо, термінологією семіотики, хоча й розвиває її, коли це необхідно. В порівнянні з класичною семіотикою, когнітивна семіотика спрямована на інтеграцію результатів інших наук, використовуючи методи, починаючи від концептуального і текстового аналізу до експериментальних та етнографічних досліджень.

## Історія
Когнітивна семіотика має багато джерел. Першою людиною, яка запропонувала інтеграцію когнітивних наук і семіотики, здається, був Томас К. Даддезіо (1994). Аргентинський дослідник Хуан Магаріньос де Морентін довгий час використовує термін «когнітивна семіотика» для опису свого власного пірсівського підходу до семіотики (відсутнє пряме посилання на дату першого використання терміна «когнітивна семіотика»). Це також назва вебфоруму, яким він керував протягом багатьох років. Декілька інших видатних семіотиків також відомі своєю підтримкою когнітивного підходу, наприклад, Ірен Міттельберг у дослідженнях жестів і Жан-Марі Клінкенберг і Groupe Mu в образотворчій і загальній семіотиці.
Пер Оге Брандт заснував Центр семіотики у 1995 році в Орхуському університеті, а пізніше здобув магістерську освіту з когнітивної семіотики для вивчення зв'язків між семіотикою та когнітивною наукою (з основним акцентом на когнітивній лінгвістиці), і він мав кількох послідовників цього напряму, таких як Лайн Брандт (Центр семіотики Орхуського університету) і Тодд Оклі (Корпус західного резервного університету). Наразі Центр семіотики включає Фредеріка Стєрнфельта, Пера Бундгаарда, Міккеля Валлентіна, Свенда Остергаарда, Ріккардо Фузаролі та Крістіана Тилена. Бундгаард опублікував антологію данською мовою, в якій об'єднано тексти з когнітивної науки, когнітивної лінгвістики та семіотики. Стєрнфельт поєднав натхнення від Пірса та Гуссерля. Валлентін проводить нейровізуалізаційні дослідження. Тилен і Фузаролі розробляють поведінкові та нейронаукові експериментальні підходи до використання знаків і лінгвістичних розмов.
З 2009 року існує також Центр когнітивної семіотики (CCS) в Лундському університеті (Швеція), який очолює Йоран Сонессон, який довгий час займався когнітивною семіотикою, інтегруючи семіотичну теорію з експериментальними дослідженнями, головним чином з застосуванням до вивчення зображень. Сонессон почав співпрацювати з лінгвістом Джорданом Златєвим приблизно з 2001 року та організував кілька дослідницьких проєктів разом з ним, перш ніж прийняти термін «когнітивна семіотика». Іншими членами CCS є, зокрема, Матс Андрен, який опублікував кілька досліджень жестів, частково співпрацюючи зі Златєвим, і Сара Леннінгер, яка працює з Сонессоном над семіотикою зображень. Особливий напрямок, прийнятий когнітивною семіотикою в Лунді, полягає в експериментальних дослідженнях, які спрямовані на з'ясування фундаментальних семіотичних понять, таких як знак, індекс, іконка тощо, а також понять-попередників, таких як імітація, мімезис, емпатія та міжособистість. Дослідження в CCS спрямовані на філогенез та онтогенез людської семіози, використовуючи об'єктами дослідження мавп та дітей, відповідно.

## Журнал когнітивної семіотики
Міжнародний журнал когнітивної семіотики (Journal of) Cognitive Semiotics (JCS) — Міждисциплінарний журнал про значення та розум був заснований у Данії у 2005 році. Його перший випуск під редакцією Ларса Андреассена, Лайна Брандта та Джес Ванг було опубліковано у 2007 році (весна). Восени 2007 року за фінансової підтримки Університету Кейс Вестерн Резерв був опублікований перший випуск, що рецензується — тематичний випуск «Свідомість і семіозис» (ред. Пер Оге Брандт і Якоб Сімонсен). До редколегії увійшли Лайн Брандт, Пер Оге Брандт, Франк Кьоруп, Тодд Оклі, Джейкоб Оркін, Якоб Сімонсен та Джес Ванг. З того часу багато випусків були опубліковані, частково Пітером Ленгом, а частково онлайн, доступними на веб-сайті журналу. З 2014 журнал видає Mouton de Gruyter. У нинішнє правління входять Пір Бундгаард, Йоран Сонессон, Тодд Оклі, Мерлін Дональд та Бруно Гантолуччі.
На вебсайті журналу йдеться: «Перший у своєму роді журнал Cognitive Semiotics — це багатопрофільний журнал, присвячений високоякісним дослідженням, що поєднує методи та теорії, розроблені в дисциплінах когнітивної науки, з методами та теоріями, розробленими в семіотиці та гуманітарних наук, з кінцевою метою дати нове розуміння царства людського значення та його прояви у культурних практиках».
Міжнародна асоціація когнітивної семіотики (IACS) була ініційована під час конференції Північної асоціації семіотичних досліджень (NASS) у Лунді у 2011 році та офіційно заснована під час конференції NASS в Орхусі у травні 2013 року. Журнал когнітивної семіотики потім став офіційним органом NASS. Перша офіційна конференція NASS відбулася у Лунді у 2014 році, а друга конференція була організована у Любліні у 2014 році. Вибрані доповіді Лундської конференції були опубліковані в Peter Lang наприкінці 2016 року (https://www.peterlang.com/view/product/22221), а акти Люблінської конференції з'являться у тематичному випуску журналу «Філософія та наука», що видається Польською академією наук.

## Когнітивна семіотика кіно
«Когнітивна семіотика кіно» — це монографія, написана Уорреном С. Баклендом. У рамках цієї монографії Уоррен Бакленд стверджує, що конфлікт між теорією когнітивного кіно та сучасною теорією кіно є непродуктивним. Когнітивна семіотика кіно — це забута гілка теорії кіно, яка працює разом з термінами лінгвістика та семіотика. Когнітивна наука також використовується в комбінації з лінгвістикою та семіотикою для формування так званої когнітивної семіотики.